# Серафим Вырицкий
Серафи́м Вы́рицкий (в мантии Варнава, в миру Васи́лий Никола́евич Муравьёв; 31 марта [12 апреля] 1866, деревня Вахромеево, Ярославская губерния — 3 апреля 1949, Вырица) — иеросхимонах Русской православной церкви, широко почитаемый в православной среде как старец и прозорливец.
В августе 2000 года канонизирован Русской православной церковью в лике преподобных в сонме Собора новомучеников и исповедников Российских.

## Биография

### Ранние годы
Родился в крестьянской семье 31 марта 1866 года в деревне Вахромеево Арефинской волости Рыбинского уезда Ярославской губернии (ныне урочище в Арефинском сельском поселении Рыбинского района Ярославской области), в семье Николая Ивановича и Хионии Алимпьевны Муравьевых. Был крещён с именем Василий. Когда ему было 10 лет, умер его отец, и мальчик был вынужден уехать в Петербург на заработки.

### Светская карьера
Приехав в 1876 году в Санкт-Петербург, сделался рассыльным в одной из лавок Гостиного двора. Позже обрёл духовника в лице старца Гефсиманского скита Свято-Троицкой Сергиевой лавры иеромонаха Варнавы (Меркулова).
В 1882 году стал приказчиком. В 1890 году женился на Ольге Ивановне Нетрониной (по другим данным, это произошло в 1894 году). В 1892 году он открыл собственное дело, став весьма крупным мехоторговцем, купцом 2-й гильдии. Обладая большим опытом и имея прочные торговые связи, он организовал контору по заготовке и продаже пушнины. Значительная часть товара поставлялась за границу: в Германию, Австро-Венгрию, Англию, Францию и другие страны.
В 1895 году стал действительным членом Общества для распространения коммерческих знаний в России и поступил на Высшие коммерческие курсы, организованные при обществе. С 1900 по 1906 год Муравьёвы проживали в доме 56 по Гороховой улице; с 1905 года — действительный член Ярославского благотворительного общества.
В 1906 году приобрёл большой двухэтажный дом-дачу в живописном посёлке Тярлево, расположенном между Царским Селом и Павловском, до 1920 года ставшим главным пристанищем Василия и Ольги — оставаться в столице было опасно.
Выезжал за границу, годовой доход составлял в среднем 90 000 рублей.

### Монашество
13 сентября 1920 года подал прошение в Духовный собор Александро-Невской лавры о принятии его в число братии, на что получил согласие, был принят послушником и получил послушание пономаря. Наместником лавры в то время был архимандрит Николай (Ярушевич). В то же время послушницей Воскресенского Новодевичьего монастыря стала супруга Василия Николаевича — Ольга, принявшая имя Христины. Всё имевшееся Муравьёвы пожертвовали на нужды обителей. Только в лавру Василий Муравьёв передал 40 000 рублей в золотой монете. 29 октября 1920 года был пострижен в монахи с именем Варнава.
11 сентября 1921 года митрополитом Вениамином (Казанским) рукоположён в иеромонахи.
В конце 1926 года отец Варнава принял схиму под именем Серафима (в честь Серафима Саровского) и стал духовником Александро-Невской лавры.
Предположительно, весной 1930 года по рекомендации врачей и с благословения митрополита Серафима (Чичагова) покинул свою келию в Феодоровском корпусе Александро-Невской лавры и поселился в Поповке, на даче у настоятеля Троице-Измайловского собора Леонида Богоявленского (Колпинская улица, д. 378 — дом не сохранился). Врачи диагностировали у Серафима ревматизм, закупорку вен нижних конечностей, межрёберную невралгию В Поповке у протоиерея Леонида Богоявленского отец Серафим жил в небольшом домике-келии, в дальнем конце дачного участка. Там он провел около двух лет.

### Вырицкий период
В 1933 году переехал в посёлок Вырица, где прожил до кончины. Первым адресом Серафима в Вырице стал дом 16 по Ольгопольской улице. Все это время о. Серафим тяжело болел, тяжкие недуги причиняли ему невыносимые страдания. Особенно беспокоили ноги. Однако старец мужественно переносил эти испытания. К старцу переехала и его бывшая жена, принявшая монашеский подвиг (она скончалась в 1945 году).
Вскоре к старцу устремился поток богомольцев из Вырицы, северной столицы и других городов для утешения, благословения, совета. Отец Серафим, несмотря на болезни, нес подвиги молитвы, поста и бдения. В понедельник, среду и пятницу не принимал никакой пищи, а иногда ничего не вкушал и по нескольку дней подряд. С 1935 года в течение 10 лет преподобный Серафим молился на камне в саду дома на Пильном проспекте, 7 в Вырице перед иконой Серафима Саровского. C 1935 года семье Муравьёвых помогала на правах домработницы монахиня Иоанна (Вера Шихобалова, 1869—1944)
В августе 1941 года, в первые же дни германской оккупации, в Вырице был открыт храм Казанской иконы Божией Матери, прихожанином которого являлся иеросхимонах Серафим; он продолжал жить в доме Томбергов на Пильном проспекте, 7, где принимал посетителей. Настоятелями храма в годы оккупации (1941—1944) были прот. Владимир Богданов, иером. Лин (Никифоров), прот. Михаил Ноздрин, о. Иоанн Молчанов. После наступления Красной Армии последний настоятель был арестован.
В годы войны преподобный Серафим, продолжил подвиг столпничества на гранитном валуне в саду дома 7 на Пильном проспекте, молясь о спасении России от врагов — иногда по нескольку часов подряд. Старец молился перед иконой, которая крепилась к яблоне. К месту моления его вели или несли на руках. Так продолжалось каждый день, в любую погоду.
В 1945 году старец недолгое время жил в доме Смирновых (Пильный пр., 24) перед переездом в дом Л. Г. Ефимовой на Майском проспекте (д. 39), ставший последним местом земного пристанища старца, где снимал несколько комнат в 1945—1949 годах. Старцу в конце жизни помогала келейница Серафима. Перед смертью он сподобился видения Пресвятой Богородицы, которая в сиянии указала ему десницей на небо. Старец прочитал акафист Богородице, получил причастие из рук отца Алексия и произнес:
Спаси, Господи, и помилуй весь мир
Преставился 21 марта (3 апреля) (по юлианскому календарю) 1949 года, в 4-ю Неделю Великого поста, в день памяти преподобного Иоанна Лествичника.

## Семья
Женой Серафима Вырицкого была Ольга, которая стала монахиней Христиной в Новодевичьем монастыре, но потом воссоединилась с мужем в Вырице.
У Серафима Вырицкого (Василия Муравьева), прежде принятия схимы, было двое детей Николай и Ольга. Ольга умерла в младенчестве. Николай, родившийся 30 января 1895 года, в 1914 году перешёл в католицизм, бросил учёбу на юридическом факультете Санкт-Петербургского университета, стал ефрейтором 1-й Авиационной роты; контузия привела к тому, что в 1916 году он вынужден был оставить военную службу, лечение проходил в Николаевском госпитале. В 1917 году Николай женился на мещанке из московских евреев — Евгении Ивановне Любарской; супруги поселились в Рыбинске, где был дом его деда по материнской линии (Ивана Нетронина). У супругов родилась дочь Маргарита (внучка Серафима Вырицкого), которая после развода супругов в 1921 году стала жить на попечении своей бабушки Ольги. Николай женился вторично на Марии Кузьминой, от которой у него родилась дочь Ольга (вторая внучка Серафима Вырицкого). В 1924 году Николая арестовали за связь с белогвардейцами и спекуляции, но спустя год отпустили. В 1925 году он женился в третий раз на Антонине Горностаевой, от которой у него родился сын Александр (внук Серафима Вырицкого). В 1934 году Николай посетил своего отца в Вырице. Затем он в 1935 году вступил в гражданский брак с Анной Барановой и стал жить в деревне Кремено, где у него в 1938 году родился незаконный сын Эрмингельд. Накануне войны Николай был арестован за связь с французским католическим священником Флораном, обвинен в шпионаже в пользу Франции и, впоследствии, расстрелян 4 сентября 1941 года в Свердловске.

## Пророчества
Большинство пророчеств Серафима Вырицкого записаны Валерием Филимоновым в книге «Пророчества преподобного Серафима Вырицкого».

#### О Церкви
- Придёт время, когда не гонения, а деньги и прелести мира сего отвратят людей от Бога, и погибнет куда больше душ, чем во времена открытого богоборчества. С одной стороны, будут воздвигать кресты и золотить купола, а с другой — настанет царство лжи и зла. Истинная Церковь всегда будет гонима, а спастись можно будет только скорбями и болезнями, гонения же будут принимать самый изощренный, непредсказуемый характер. Страшно будет дожить до этих времён.

#### О мире
- Иерусалим станет столицей Израиля. А со временем он должен стать и столицей мира. Ибо там истинный центр Земли, там был распят и воскрес Спаситель мира.
- Спасение миру — от России, а Петербург станет духовным центром страны.
- Когда Восток наберет силу, все станет неустойчивым: число на их стороне, но не только это — у них работают трезвые и трудолюбивые люди, а у нас такое пьянство.
- Война, о которой повествует Священное Писание и говорят пророки, станет причиной объединения человечества. Люди поймут, что невозможно жить так дальше, иначе все живое погибнет, и выберут единое правительство — это будет преддверие воцарения антихриста.

#### О России
- Самим Господом определено русскому народу наказание за грехи, и пока Сам Господь не помилует Россию, бессмысленно идти против Его святой воли. Мрачная ночь надолго покроет землю Русскую, много нас ждет впереди страданий и горестей. Поэтому Господь и научает нас: терпением вашим спасайте души ваши.
- Если русский народ не придет к покаянию, может случиться так, что вновь восстанет брат на брата.
- Наступит такое время, когда будет в России духовный расцвет. Откроются многие храмы и монастыри, даже иноверцы будут к нам приезжать креститься на таких кораблях. Но это ненадолго — лет на пятнадцать, потом придет антихрист.
- Те, кто были до того грешниками, пьяницами, наполнят храмы, почувствуют великую жажду к духовной жизни, многие из них станут монахами, откроются монастыри, церкви будут полны верующих.
- Вырица будет местом паломничества, и откроют здесь монастырь.

### Отношение Православной церкви
Отвечая на вопрос читателя о пророчествах преподобного Серафима Вырицкого, протоиерей Максим Козлов пишет:
Будем помнить, что только одни пророчества являются безусловными — это пророчества, которые мы читаем в Священном писании. И, прежде всего, те указания о конечных судьбах мира, которые есть в словах самого Спасителя и о которых повествует нам Книга Откровений евангелиста Иоанна Богослова. Все же другие пророчества носят или ограниченный, или частный, или условный характер. И понятно, что если бы Богу было угодно открыть нечто несомненно важное для всей России о судьбах нашего Отечества, то Господь явил бы это образом, по отношению к которому не было бы никакой сомнительности и не нужно было бы даже задавать никаких вопросов.

Иерей Георгий Мурзин, отвечая на вопрос о пророчествах Серафима Вырицкого, схимонахини Нилы и старца Лаврентия Черниговского, пишет:
Безусловно, Господь может открывать будущее людям, ведущим святую жизнь. Что касается названных вами угодников Божиих, то они действительно делились своими размышлениями о последних временах с близкими, которые потом оставили записи об этих беседах. Что в них правда, а что плод вымысла и фантазии — это лежит на совести авторов. В любом случае, я бы не советовал вам увлекаться пророчествами, тем более изложенными от имени первоисточника через вторых и третьих лиц.

## Творения
Книг преподобный не написал. Написаны несколько стихотворений и «От Меня это было» (имеются споры об авторстве или соавторстве с митрополитом Мануилом (Лемешевским)).

## Почитание и прославление
По словам епископа Рыбинского Вениамина (Лихоманова): «ещё за много лет до прославления Серафима Вырицкого в Ярославской епархии уже были в ходу фотографии старца и молитва „От Меня это было“. Но я тогда не знал, что он наш, рыбинский, — для меня он долгое время был почитаемым старцем в Вырице».
Прославлен на Архиерейском Соборе Русской православной церкви в августе 2000 года.
Чин прославления в Санкт-Петербургской епархии был совершён 1 октября 2000 года. Богослужение возглавил митрополит Санкт-Петербургский и Ладожский Владимир (Котляров), которому сослужили архиепископ Симбирский и Мелекесский Прокл (Хазов) и около 30 священнослужителей. Торжественная Божественная литургия и молебен новопрославленному святому были отслужены в Казанском храме посёлка Вырица Ленинградской области.
В 2000 году над могилой прп. Серафима была воздвигнута деревянная часовня. Рядом с преподобным Серафимом похоронена его бывшая жена, схимонахиня Серафима
В 2005 году протоиерей Андрей Касицын до бывшей деревни Вахрамеево, где родился преподобный Серафим и установил берёзовый крест. В 2006 году он вместе с протоиереем Геннадием Беловоловым из Санкт-Петербурга, помощниками и бывшим жителем Вахрамеева — Виталием Григорьевичем Ворониным определили место избы Муравьёвых, а также установили 8 поклонных крестов в Арефинском районе.
12 декабря 2016 года на фасаде дома 20 по Апраксину переулку в Санкт-Петербурге, где купец Василий Муравьёв проживал с 1914 по 1917 годы, была установлена мемориальная доска. 3 июля 2022 года был освящён установленный в Большом дворе Гостиного двора памятник (скульпторы Николай Иванов, Вадим Сазонов).